# Brouckerque
Brouckerque (in olandese Broekkerke) è un comune francese di 1 308 abitanti situato nel dipartimento del Nord nella regione dell'Alta Francia.

## Società

### Evoluzione demografica
Abitanti censiti